# M19 (Mine)
Die M19 ist eine US-amerikanische metallarme Panzerabwehrmine. Sie wurde in den 1950er Jahren als Ersatz für die M15 entwickelt und ist bis heute (2018) im Einsatz. Sie besteht zum Großteil aus Kunststoff und enthält nur 2,86 Gramm Metall (Sprengkapsel mit Kupfer und Schlagbolzen aus Stahl) und ist daher nur schwer mittels Metalldetektor zu finden. Sie wurde von den USA zuletzt im Fiskaljahr 1958 beschafft und die Lagerbestände der US-Truppen betrugen 1990 ca. 74.000 und 2002 noch ca. 63.000 Stück. Laut NATO-Definition handelt es sich bei der M19 um eine Panzermine der 1. Generation (Druckmine mit Sprengwirkung, unbegrenzte Wirkzeit). Zu Trainingszwecken existiert die formgleiche passive Übungsmine M80.

## Beschreibung
Die M19 hat einen quadratischen Minenkörper aus Kunststoff und eine 260 mm große runde Druckplatte auf der Oberseite. Die Farbe der Mine ist ein dunkles olivgrün. An einer Seite des Korpus ist ein Trageriemen angebracht. Eine der Ecken der Oberseite des Korpus ist beschriftet mit MINE AT NMM19 (Bedeutung: Mine Panzerabwehr nichtmetallisch Typ M19). Die Positionen des mittigen Sicherungsdrehschalters sind beschriftet mit S (sicher / engl.: SAFE) und A (aktiviert / engl.: ARMED). Es gibt an der Vorder- und Unterseite jeweils eine Aufnahme für optionale zusätzliche Zünder, die als sogenannte Wiederaufnahmesicherung das Entfernen der Mine verhindern sollen. Diese zusätzlichen Zünder sind normalerweise der M1-Zugzünder und der M5-Entlastungszünder. Die Mine kann bei Temperaturen von −51 °C bis +71 °C gelagert und bei −40 °C bis +51 °C eingesetzt werden.

## Funktion
Ausgeliefert wird die Mine als 2× M19-Mine, 2× M606-Zünder, 2× M2-Aktivator und 1× M22-Gabelschlüssel in einem Beutel und je zwei Beutel in einer metallverstärkten Kiste. Die Mine wird normalerweise komplett eingegraben, mit Zündern versehen und scharf geschaltet. Wird dann, z. B. durch ein Fahrzeug, auf die Oberseite ein Druck von mehr als 118–226 kg (260–500 lbs) ausgeübt explodiert der HE-Sprengsatz. In Einzelfällen kann die Mine bereits ab 90 kg Druck auslösen. Die Wirkung der Mine basiert primär auf ihrer Sprengladung, d. h. es findet keine Projektilbildung o. Ä. statt. Um das Räumen der M19 zu erschweren, wird sie häufig zusammen mit Antipersonenminen wie der M14 und M16 eingesetzt.

## Hersteller
- USA, auch Entwickler
- Chile, unter Lizenz[5]
- Südkorea, unter Lizenz[5]
- Türkei, unter Lizenz[5]
- Iran, Kopie[6]

## Bekannte Einsatzorte
- Afghanistan
- Angola
- Chile
- Irak
- Iran
- Jordanien
- Libanon
- Sambia
- Südkorea
- Tschad
- Westsahara
- Zypern